# Hideo Yokoyama
Hideo Yokoyama (?, 横山 秀夫, Yokoyama Hideo; Tokyo, 17 gennaio 1957) è uno scrittore giapponese.

## Biografia
Nato a Tokyo nel 1957, prima di dedicarsi alla scrittura a tempo pieno ha lavorato per 12 anni come giornalista d'inchiesta.
Ha esordito nella narrativa gialla nel 1998 con la raccolta di racconti Kage no Kisetsu con la quale ha ottenuto il Matsumoto Seicho Prize.
Successivamente ha dato alle stampe 7 romanzi e altre 9 collezioni di short stories e ha conquistato un riconoscimento ai Mystery Writers of Japan Award nel 2000 oltre a frequentare stabilmente la top ten dei libri gialli più venduti in Giappone come certificato dalla guida annuale Kono Mystery ga Sugoi!.

## Opere principali

### Romanzi
- Deguchi no Nai Umi (出口のない海?) (1996)
- Han'ochi (半落ち?) (2002)
- Uno sette (Kuraimāzu hai (クライマーズ・ハイ?), 2003), Milano, Mondadori, 2018 traduzione di Bruno Forzan ISBN 978-88-04-68951-5.
- Rupan no Shōsoku (ルパンの消息?) (2005)
- Shindo Zero (震度0?) (2005)
- Sei quattro (Rokuyon (64?), 2012), Milano, Mondadori, 2017 traduzione di Laura Testaverde ISBN 978-88-04-67550-1.
- Nōsu Raito (ノースライト?) (2019)

### Raccolte di racconti
- Kage no Kisetsu (陰の季節?) (1998)
- Dōki (動機?) (2000)
- Kao (顔?) (2002)
- Fukaoi (深追い?) (2002)
- Shinsō (真相?) (2003)
- Kagefumi (影踏み?) (2003)
- Kanshugan (看守眼?) (2004)
- Rinjō (臨場?) (2004)
- Rinjō Special Book (臨場スペシャルブック?) (2010)

## Adattamenti cinematografici
- Han'ochi, regia di Kiyoshi Sasabe (2004)
- Deguchi no Nai Umi, regia di Kiyoshi Sasabe (2006)
- Kuraimāzu hai, regia di Masato Harada (2008)
- Rinjō, regia di Hajime Hashimoto (2012)
- 64: Part I, regia di Takahisa Zeze (2016)
- 64: Part II, regia di Takahisa Zeze (2016)
- Kagefumi, regia di Tetsuo Shinohara (2019)

## Premi e riconoscimenti
- Matsumoto Seicho Prize: 1998 vincitore con Kage no Kisetsu
- Mystery Writers of Japan Award: 2000 vincitore nella categoria "Miglior racconto" con Doki
- Kono Mystery ga Sugoi!: 2003 vincitore con Han'ochi e 2013 vincitore con Sei quattro
- CWA International Dagger: 2016 finalista con Sei quattro[6]